# Bozrah
Busaira (în arabă بُصَيْرا, transliterat: buṣayrā; de asemenea, Busayra, Busairah sau Buseirah) este un oraș în Guvernoratul Tafilah, Iordania, situat între orașele Tafilah (Tophel) și Shoubak și mai aproape de acesta din urmă. Bozrah (în ebraică בָּצְרָה Boṣrā; de asemenea, Botsra, Botzrah, Buzrak) este un oraș biblic identificat de unii cercetători cu un sit arheologic situat în satul Busaira.

## În narațiunea biblică

### Bozrah în Edom
Bozrah înseamnă stână sau împrejmuire în ebraică și a fost un oraș pastoral în Edom la sud-est de Marea Moartă. Potrivit narațiunii biblice, a fost orașul natal al unuia dintre regii lui Edom, Jobab fiul lui Zerah și patria fratelui geamăn al lui Iacov,Esau.
Și aceștia au fost împărații care au domnit în țara lui Edom înainte de domnia unui rege peste fiii lui Israel... Și Bela a murit, iar Iovab, fiul lui Zerah, din Bozrah, a domnit în locul lui.
Profeții Amos, Isaia, și Ieremia au prezis distrugerea lui Bozrah:
Dar voi trimite un foc împotriva Teman, și va devora palatele din Bozrah.
Domnul are o jertfă în Bozrah și un mare măcel în țara lui Edom.
„Jur singur”, declară Domnul, „că Bozrah va deveni o ruină și un blestem, un obiect de groază și ocară; și toate orașele sale vor fi în ruină pentru totdeauna”.
Potrivit celor relatate în Isaia 63:1–6, Domnul va veni din Edom (Iordania zilelor noastre) și Bozrah în haine pătate de sânge în „ziua răzbunării” și „anul răscumpărării Mele” (cf.Apocalipsa 19:13: Și este îmbrăcat în veșmânt stropit cu sânge...).

## Resurse externe
- en  Online photo collection of school and community activities at Busayra, including the archaeological site, 2014–2018, via the USAID SCHEP Collection (ACOR Digital Archive)